# 포스트버스 스위스

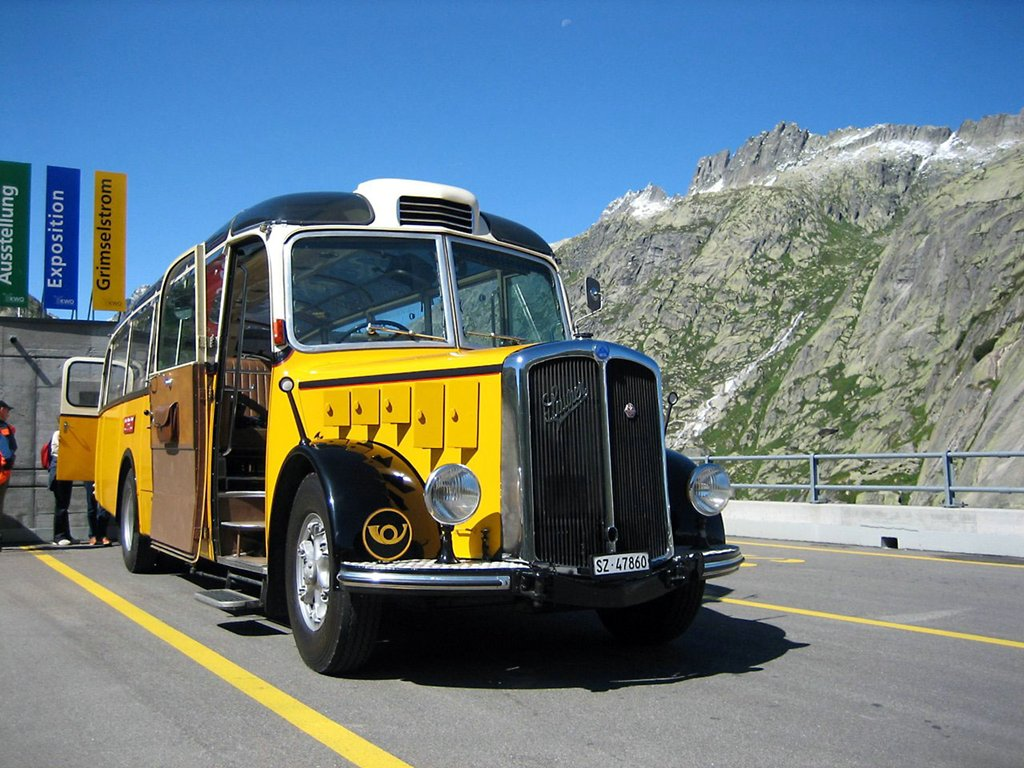
A c. 1950 Saurer 포스트 버스

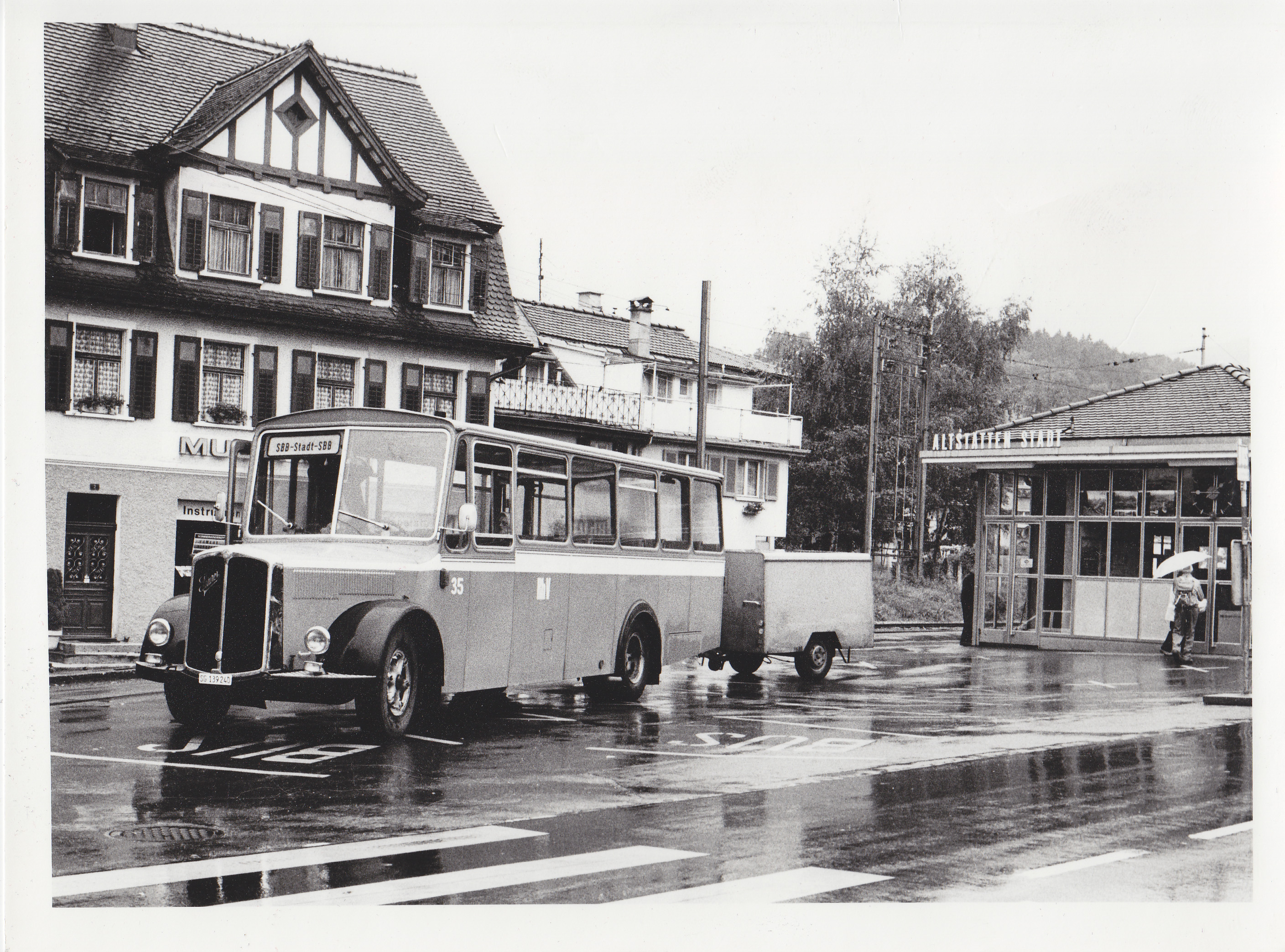
1984년 알트슈테텐의 포스트 버스

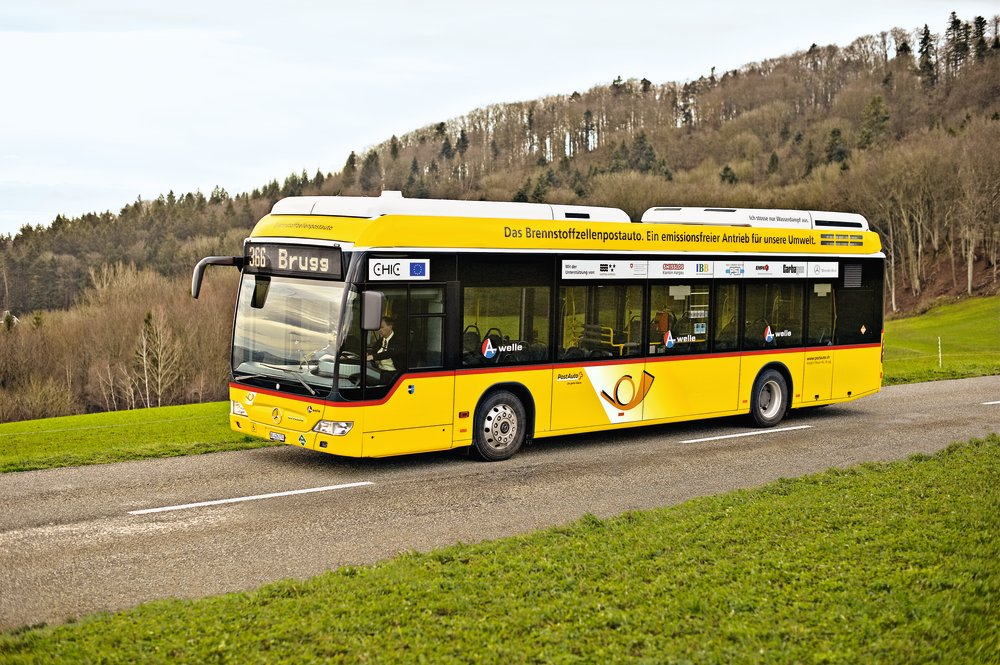
연료전지 포스트 버스

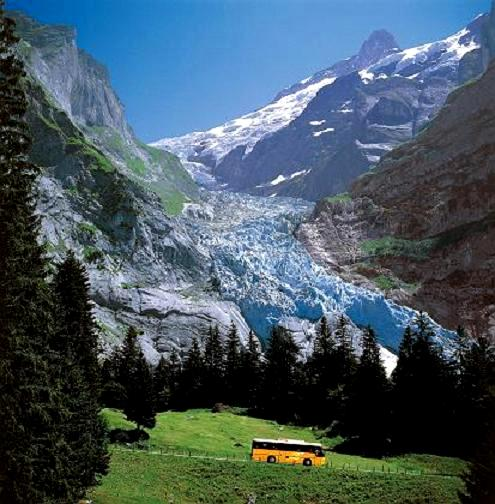
그린델발트 근교의 포스트 버스

다른 차량보다 대중교통 우선권을 가진다는 표시

포스트버스 스위스(PostBus Switzerland, PostBus Ltd)는 스위스 포스트의 자회사로 시외버스와 시골 버스 서비스를 제공한다. 서비스 범위는 스위스를 비롯해 프랑스, 독일, 리히텐슈타인에 걸친다. 스위스 표준 독일어로는 PostAuto Schweiz (PostAuto AG), 스위스 프랑스어로는 CarPostal Suisse(CarPostal SA), 스위스 이탈리아어로는 AutoPostale Svizzera(AutoPostale SA) 그리고 로만슈어로는 AutoDaPosta Svizra (AutoDaPosta SA)로 각각 표기한다.
포스트버스 스위스의 서비스는 이전에 스위스에서 승객과 우편물을 운송했던 역마차의 동력을 계승한 서비스로 발전했으며, 스위스 우편 서비스에서는 승객과 우편물을 모두 운송하는 우편 버스 서비스를 제공했다. 과거에는 이러한 결합이 자명했지만, 소포 운송이 대중교통에서 점차 분리되었던 20세기 말에 각각의 요구 사항이 분기되었다. 이 분할은 2005년 2월 포스트버스가 스위스 포스트의 별도 자회사로 전환되면서 공식화되었다.
포스트버스가 운영하는 버스는 스위스의 아이콘으로 독특한 노란색 로고와 3색 경적을 사용한다. 이 회사는 버스와 다른 곳에서 포스트호른의 이미지를 로고로 사용한다. 파란색 배경에 노란색 포스트호른의 교통 표지로 표시된 일부 산악 도로에서는 대중교통, 특히 포스트버스가 다른 교통보다 우선하므로 교통 사용자는 대중교통 기사의 지시를 따라야 한다.

## 역사
- 1849년: 우편망 역마차의 창설.
- 1906년: 베른과 데틀리겐 간의 최초의 포스트버스 서비스.
- 1919년: 심플론 고개를 가로지르는 라인 개통.
- 1921년: 그림젤 고개, 푸르카 고개, 산 베르나르디노 고개와 오버알프 고개 통행
- 1923년: 산길을 운행하는 버스에 삼색 경적을 설치
- 1949년: 리히텐슈타인 공국의 버스 노선은 PostBus에서 운영
- 1959년: 모든 버스가 동일한 노란색으로 통일
- 1961년: Avers - Juf 노선에서 역마차 마지막 서비스.
- 2003년: 포스트버스 최초로 1억 명 이상의 승객을 수송
- 2005년: 스위스 포스트의 자회사로 PostBus Switzerland 설립
- 2006년: 포스트버스 100주년
- 2011: 포스트버스에서 무료 와이파이를 출시하고 차량에 연료전지 버스를 추가한 최초의 스위스 대중교통 운영사가 되었다.

## 운영

### 스위스
서비스는 베른에 본사가 있는 스위스 포스트의 자회사인 포스트버스 스위스에서 제공한다. 이 회사는 스위스에서 2,193대의 버스로 869개의 버스 노선을 책임지고 있으며, 11,869km 길이의 네트워크에서 연간 1억 4천만 명 이상의 승객을 수송한다. 노선은 포스트버스 자체에서 직접 운영하거나 계약에 따라 지역 버스 회사에서 운영한다.
포스트버스는 다음을 포함하여 공공, 공공-개인 및 개인 대중 교통에서 광범위한 서비스를 제공한다.
- PostAuto: 버스 노선(시, 지방, 장거리, 휴가철)
- PubliCar: 가벼운 이동 경로를 위한 전화 걸기 버스 서비스
- ScolaCar: 학생 수송용 소형 버스
- PostCar: 관광 여행(전세)

### 프랑스
포스트버스 스위스의 자회사인 CarPostale France는 프랑스에서 버스 서비스를 운영했다. 이 회사는 리옹에 본사를 두고 알자스의 아그노에서 랑그도크루시용의 베지에에 이르기까지 사업을 진행했다. 2019년 9월에 이 사업은 케올리스(Keolis)에 매각되었다.

### 리히텐슈타인
PostBus Switzerland는 리히텐슈타인 행 버스 서비스도 운영하고 있다.

## 독일
독일 마을인 뷔징겐(독일의 영토가 스위스 영토로 완전히 둘러싸여 있음)과 란데그도 스위스 마을인 샤프하우젠과  람젠에 연결되어 있다. 독일 마을 징겐은 람젠을 오가는 포스트버스 서비스를 통해 스위스로 연결되는 이점이 있다.

## 차량
20세기의 대부분 동안 PostBus 코치는 스위스에서 Saurer, Berna 또는 FBW에 의해 제작되었다.

## 같이 보기
- 스위스 연방 철도